# ماتیاس رایم
ماتیاس رایم (به انگلیسی: Matthias Reim) خواننده پاپ آلمانی (زاده: ۲۶ نوامبر ۱۹۵۷) در کورباخ است.تک آهنگ معروف او (Verdammt, ich lieb' dich) (لعنت،من تو را دوست دارم) یک ترانه ی معروف در بسیاری از کشورهای اروپایی شد و ۱۶ هفته ی متوالی آهنگ اول در لیست ترانه‌های آلمانی بود.

## زندگی شخصی
ماتیاس رایم در ۲۶ نوامبر ۱۹۵۷ در کورباخ ،هسن، به دنیا آمد . در همبرگ (افتسه) دوره ی کودکی خود را سپری کرد جایی که پدرش به عنوان مدیر دبیرستان مشغول کار بود. پس از فارغ تحصیلی از دبیرستان او در سطح کارشناسی شروع به خواندن ادبیات زبان آلمانی و انگلیسی در دانشگاه گوتینگن کرد که بعدها با شروع کارش در موسیقی، ادامه نداد.

رایم دو برادر دارد.کریستف رایم سهام دار در بورس و الکساندر رایم مهندس شیمی است.او سه بار ازدواج کرده‌است و خواننده پاپ ،میشله تا سال ۲۰۰۱ دوست دختر رایم بوده‌است.پسرش ، یولیان رایم نوازنده ی گیتار است و در ۳۰ ام اکتبر ۲۰۱۰ همراه پدرش در برنامه ی تلویزیونی به کارمن نبل خوش آمدید بر روی صحنه نمایش حاضر شد.

## فعالیت در موسیقی
او برای هنرمندانی نظیر برنهارد برینک، روبرتو بلانکو، یورگن دروز و تینا ترنر آهنگسازی کرد.اولین کارهای خودش در گروه‌های Fallen Dice و Fair Fax به موفقیت تجاری دست نیافت.

اولین آهنگ موفق او Verdammt, ich lieb' dich (لعنت،من تو را دوست دارم) ۱۹۹۰ در سطح جهان بیش از ۲/۵ میلیون نسخه فروش کرد و  ۱۶ هفته ی متوالی ، یعنی از ۱۸ می تا ۶ سپتامبر آهنگ اول در چارت ترانه‌های آلمانی بود.از سال ۱۹۷۱ هیچ ترانه‌ای اینطور در صدر جدول قرار نگرفته بود و این رکورد را ماتیاس رایم و گروه بانی ام به نام خود ثبت کردند.او مدتی بعد اولین آلبوم خود را منتشر کرد.

او مدتی بعد ۱۳ میلیون یورو بدهکار می‌شود. او در این بحران اقتصادی مدیر برنامه‌های قبلی اش یعنی آلفرد راینمن را مقصر اصلی می‌داند. چون رایمن از از حق وکالت خود سوءاستفاده کرده و درآمد رایم را با خرید و فروش املاک و سهام احتکار می‌کند.
در آوریل ۲۰۱۰ پس از یک دادرسی کوتاه مبنی بر این که او قادر به پرداخت بدهی خود نیست از بدهی اش بخشیده می‌شود.

تا سال ۱۹۹۹ تمام نه آلبوم او توسط پالیدور رکوردز منتشر شد. آلبوم سرزمین جادویی (Zauberland) به زبان انگلیسی در کانادا به صورت صفحه منتشر شد.

در سال ۲۰۰۰ رایم آلبوم ابر سوار (Wolkenreiter) را با کمپانی امی منتشر کرد و سپس آلبوم‌های سپیده دم (Morgenrot)، رایم (Reim)، شکست ناپذیر (Unverwundbar)و مردان قهرمان اند(Männer sind Krieger) را منتشر کرد.در ۲۹ اکتبر ۲۰۱۰ او جدیدترین آلبومش را با عنوان هفت زندگی(Sieben Leben) منتشر کرد.

## آلبوم‌ها
- ۱۹۹۰:رایم(Reim)
- ۱۹۹۱:رایم ۲ (2 Reim)
- ۱۹۹۳:خرابکاری (Sabotage)
- ۱۹۹۴:سرزمین جادویی(Zauberland)
- ۱۹۹۵:سرزمین جادویی (Wonderland) ((در کانادا))
- ۱۹۹۵:همه چیز مشخصه(Alles Klar)
- ۱۹۹۷:رایم ۳
- ۱۹۹۸: جنجالی (Sensationell)
- ۱۹۹۹: ۱۰سال فشرده (10 Jahre intensiv)
- ۲۰۰۰:ابر سوار (Wolkenreiter)
- ۲۰۰۲:سپیده دم (Morgenrot)
- ۲۰۰۳:رایم(Reim)
- ۲۰۰۴:دژا وو (Déjà Vu)
- ۲۰۰۵:شکست ناپذیر(Unverwundbar)
- ۲۰۰۶:برای طرفداران(Die Fan-Edition)
- ۲۰۰۷:مردان قهرمان اند (Männer sind Krieger)
- ۲۰۱۰:هفت زندگی(Sieben Leben)

## جوایز
- براوو اتو

۱۹۹۰: "طلا" در رده "خواننده"

۱۹۹۱:"طلا" در رده "خواننده"
- دیاپازون طلایی

۲۰۰۴،۱۹۹۲،۱۹۹۱،۱۹۹۰
- شیر رادیو لوکزامبورگ

۱۹۹۰:"طلا" (لعنت، من تو را دوست دارم)
- آراس اچ- گلد

۱۹۹۰:در رده "هنرمند ملی" 